# Кроксолл, Сэмюэл
Сэмюэл Кроксолл (англ. Samuel Croxall; ок. 1690, Уолтон-на-Темзе, графство Суррей, Англия — 1752) — англиканский церковный деятель, писатель

, переводчик, издатель.

## Биография
Родился в семье викария. Получил образование в колледжах Итоне и Святого Иоанна в Кембридже, где в 1711 году получил степень бакалавра и вступил в духовный сан.
Политический памфлетист, был на стороне вигов по вопросу о ганноверской преемственности. В 1713 году опубликовал оригинальную Песнь Э. Спенсера, часть его «Королевы фей», но так и не напечатанную, за которой в следующем году последовала другая оригинальная Песнь Э. Спенсера. Объектом его сатиры был политик-тори, инициатор создания скандально известной компании Южных морей Роберт Харли, 1-й граф Оксфорд и граф Мортимер.
В награду за верную службу во времена споров о престолонаследии С. Кроксолл был назначен капелланом короля Георга I в Королевской часовне в Хэмптон-корт. Позже в том же году проповедовал перед королём в соборе Святого Павла. Вступил в конфликт с новым премьер-министром Робертом Уолполом.
Пользуясь королевской поддержкой в 1727 г. стал пребендарием Херефордского собора. В следующем году стал доктором богословия. В 1732 году назначен архидиаконом, а в 1738 году — канцлером Херефорда.
Во время своего постоянного пребывания в Лондоне, вращался в кругу литераторов Кит-Кэт. Одним из их совместных литературных проектов стал перевод 15 книг «Метаморфозы» Овидия. В 1720 г. издал «Избранное собрание романов, написанных самыми знаменитыми авторами на нескольких языках» (A Select Collection of Novels written by the most celebrated authors in several languages).
Его более поздние публикации были, в основном, религиозного характера. К ним относятся шесть его проповедей, которые включают, «Поджигателей нехристиан», «Древность, достоинство и преимущества музыки». Также написал объемное сочинение, посвящённое Священному Писанию «Политика: взгляд на первоначальную конституцию и последующие революции в правительстве, религиозном и гражданском, того народа, из которого должен был возникнуть Спаситель Мира», опубликовано в 1735 году с «замыслом сделать Библию легко понятной». В конце своей жизни написал последнее стихотворение «Королевское руководство» (1750), моральную молитву и размышление, содержащее 22 раздела по 16 строк в каждом.
Особенно известен своим изданием басен Эзопа.